# Tomtebodavägen

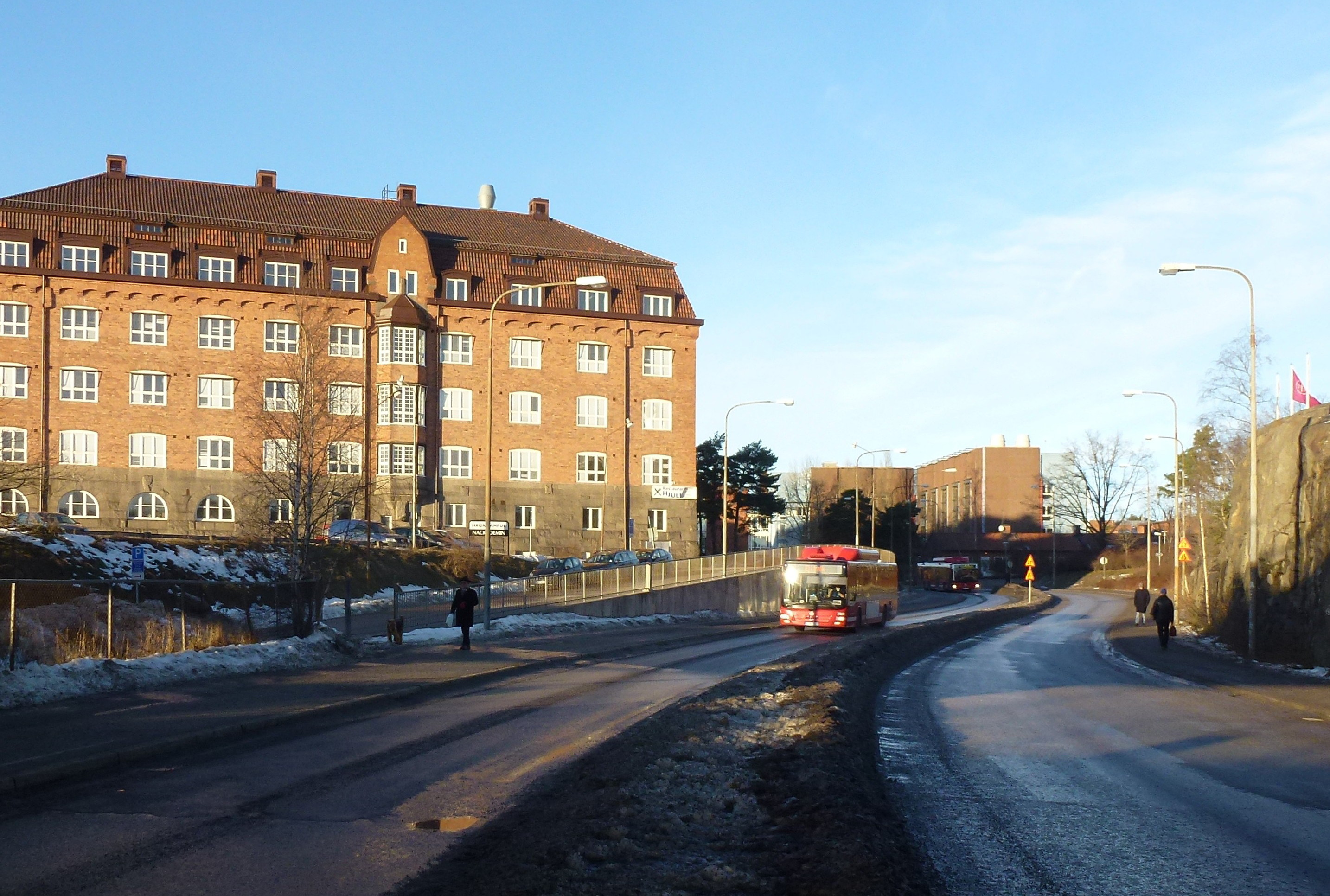
Tomtebodavägen mot nordväst med Nackademin till vänster, januari 2013.

Tomtebodavägen är en gata i Solna kommun, en kort del av gatan sträcker sig in i Vasastan, Stockholm. Tomtebodavägen går från Norra Stationsgatan i öst till Solnavägen i nordväst. Söder om Tomtebodavägen ligger Tomteboda bangård och norr samt nordväst om gatan utbreder sig Campus Solna.

## Namnet
Ungefär där Karolinska sjukhuset ligger i dag fanns fram till 1600-talet en bondby som hette Bolstomta. Genom en medveten förvrängning av detta namn uppstod formen Tomteboda, som har gett namn åt bland annat området Tomteboda, Tomtebodaskolan och Tomtebodavägen.

## Vägbeskrivning

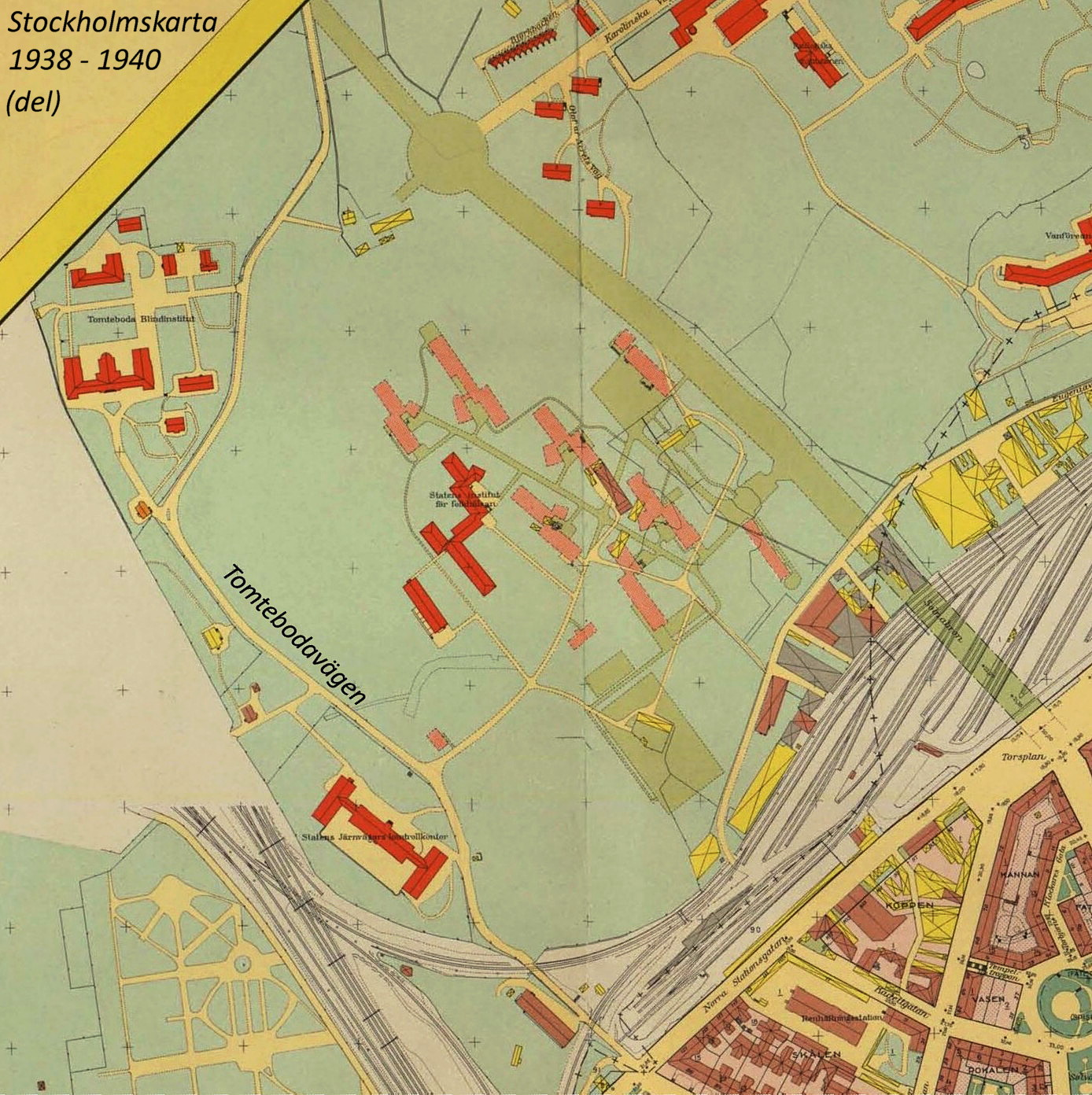
Tomtebodavägen, karta från 1940.

Den södra delen av Tomtebodavägen var förlängningen av Karlbergsvägen, som ursprungligen fortsatte mot väst och Karlbergs slott. Då hette den Carlbergs Allé. Innan Solnabron och Solnavägen anlades i början av 1940-talet var Tomtebodavägen den närmaste förbindelsen mellan nordvästra Stockholm och Solna. 
Sedan 1970-talet finns en bred betongbro som ansluter till Norra Stationsgatan och som ersatte den tidigare smala Tomtebodabron. Gränsen mellan Solna och Stockholms kommuner går mitt på bron. Härifrån sträcker sig Tomtebodavägen i en sväng längs södra sidan av Campus Solna och Karolinska institutets byggnader och slutar vid Solnavägen. 

## Byggnader längs gatan (urval)
- Tomtebodavägen 3, Nackademin (tidigare SJ:s förvaltningsbyggnad Kontrollkontoret)
- Tomtebodavägen 11, före detta Tomtebodaskolan.
- Tomtebodavägen 10-12, Folkhälsomyndigheten.
- Tomtebodavägen 18, Widerströmska huset.
- Tomtebodavägen 21-23, Karolinska Institutet Science Park.

## Bilder (byggnader i urval)

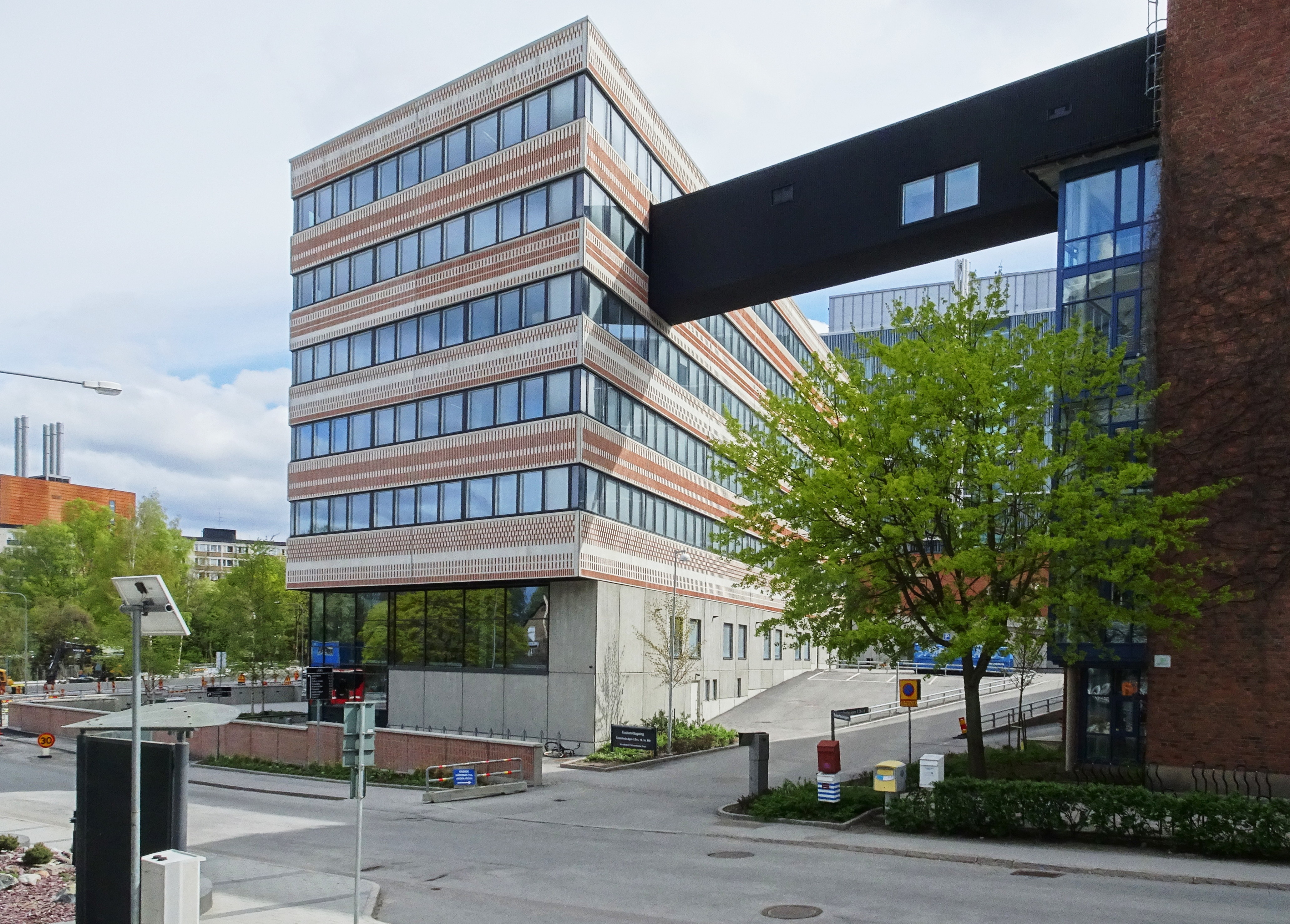
Widerströmska huset.
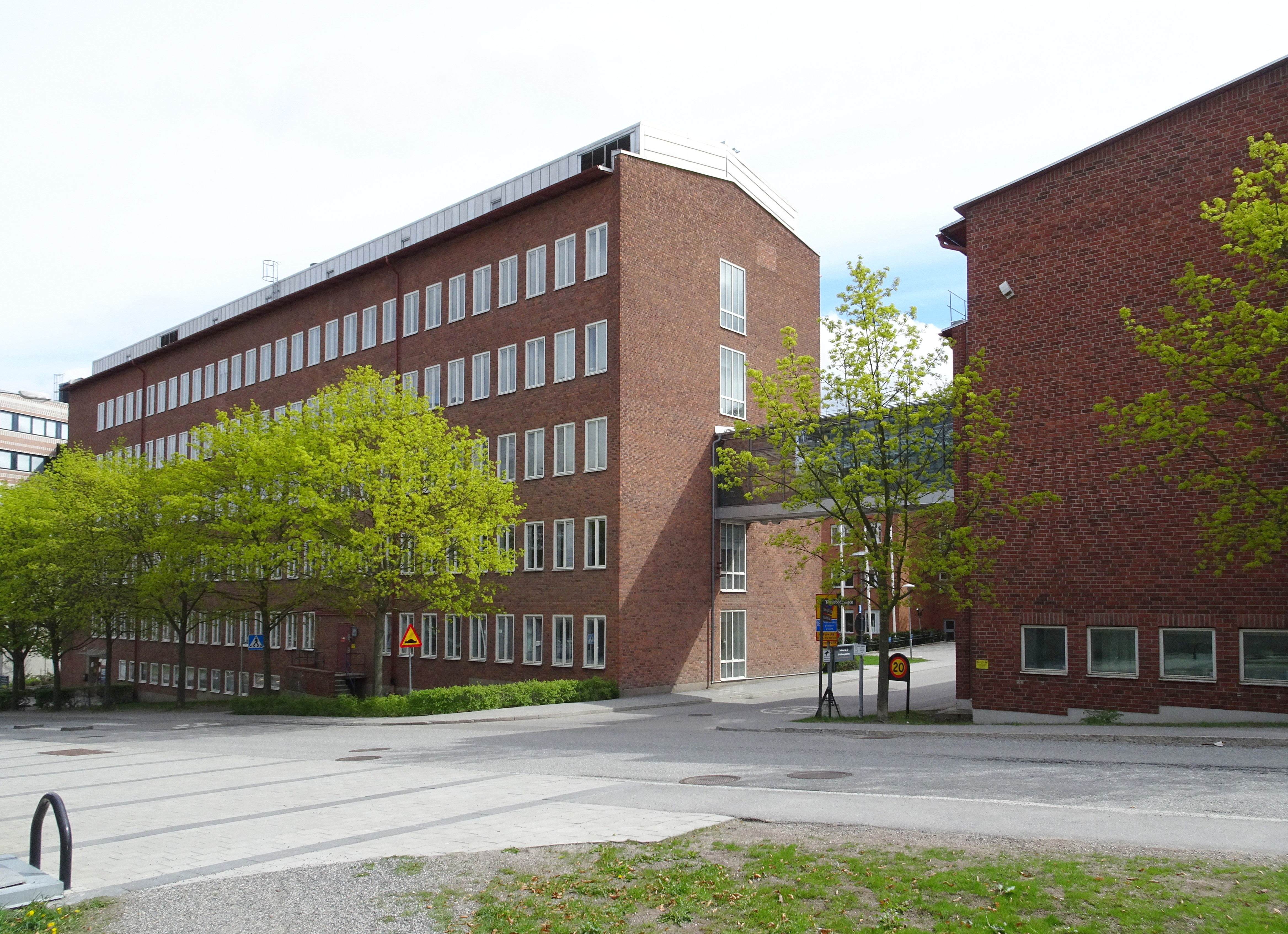
Folkhälsomyndigheten.
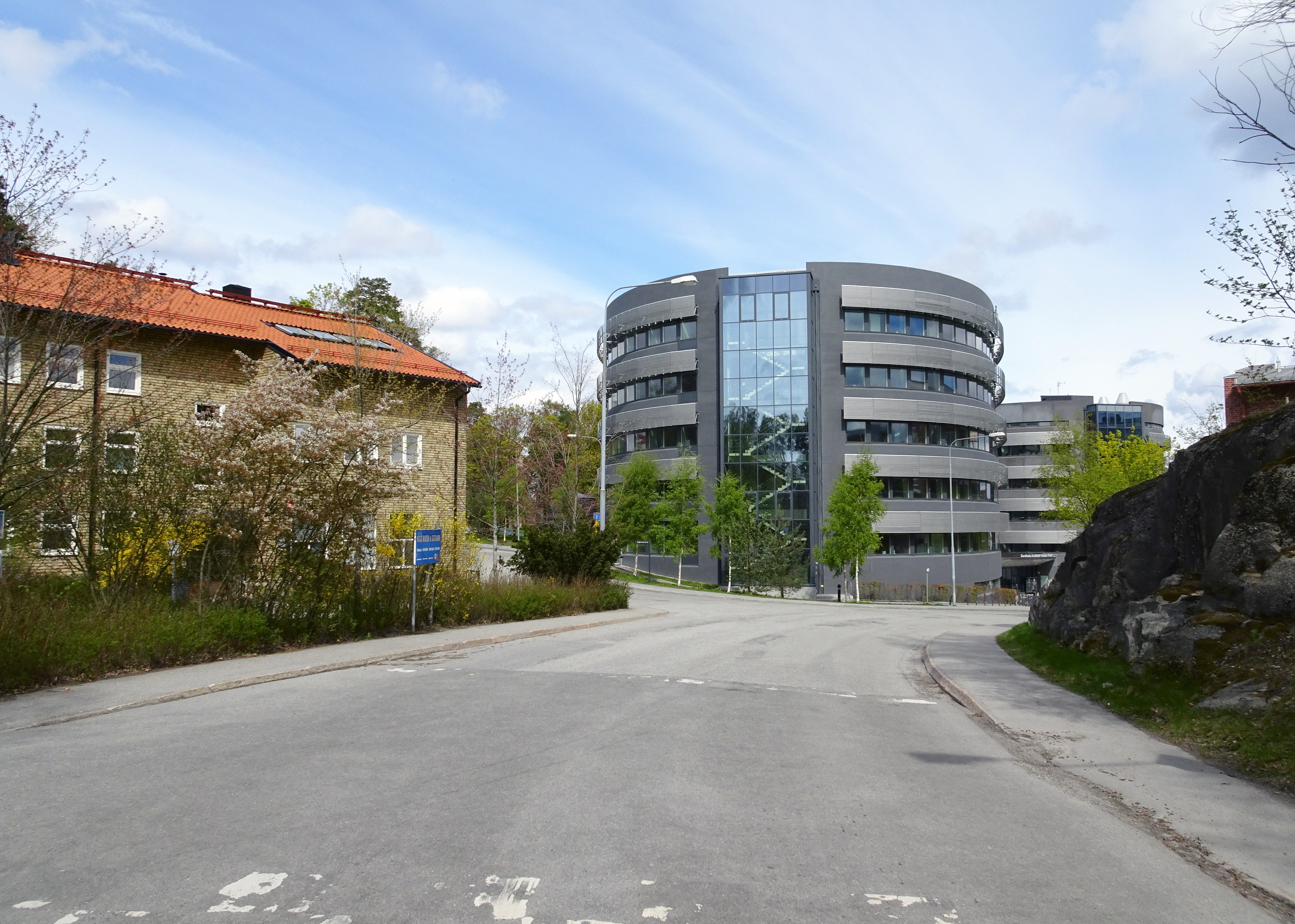
Karolinska Institutet Science Park i fonden.
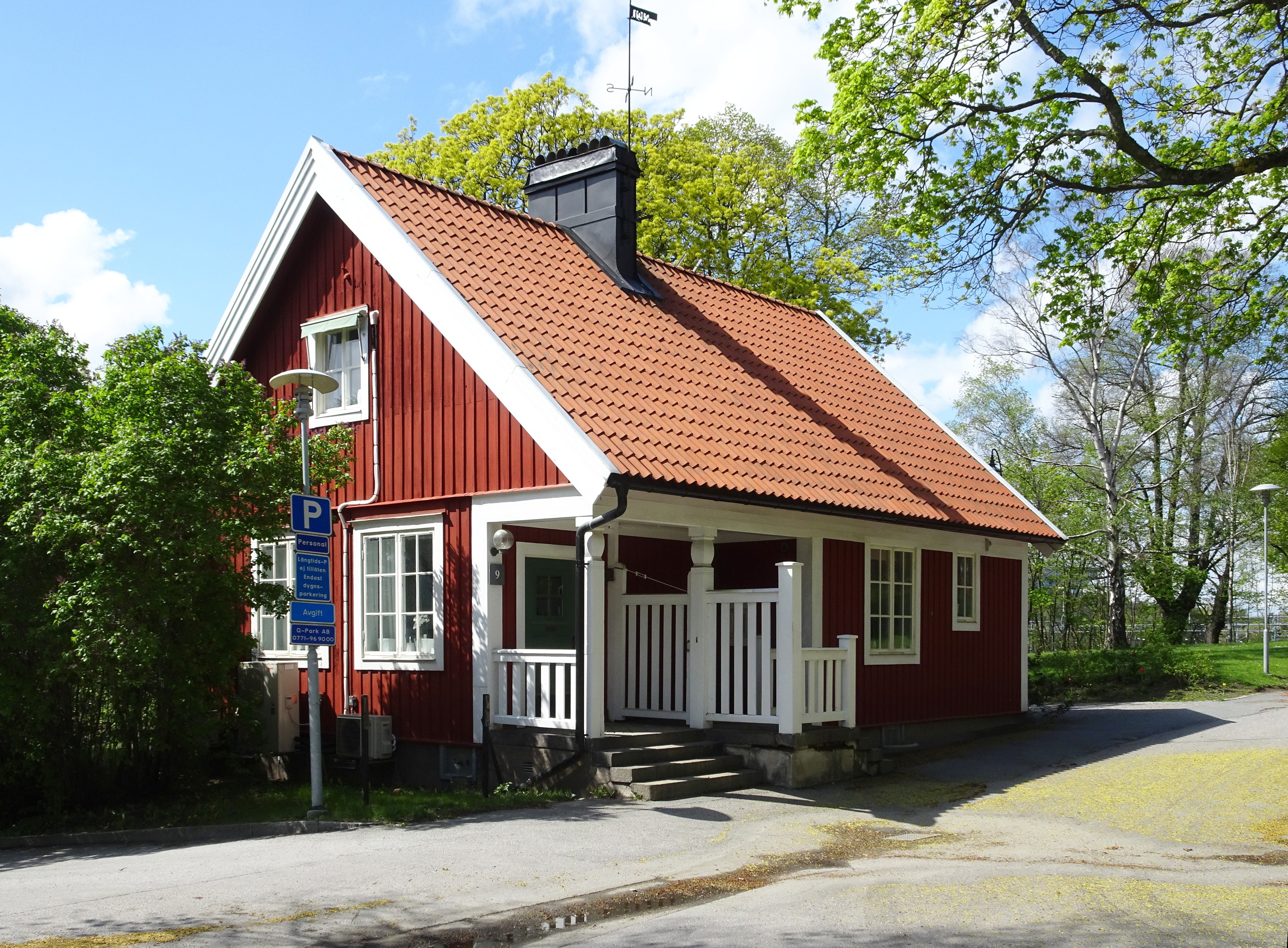
F.d. Portvaktsstugan till Tomtebodaskolan.
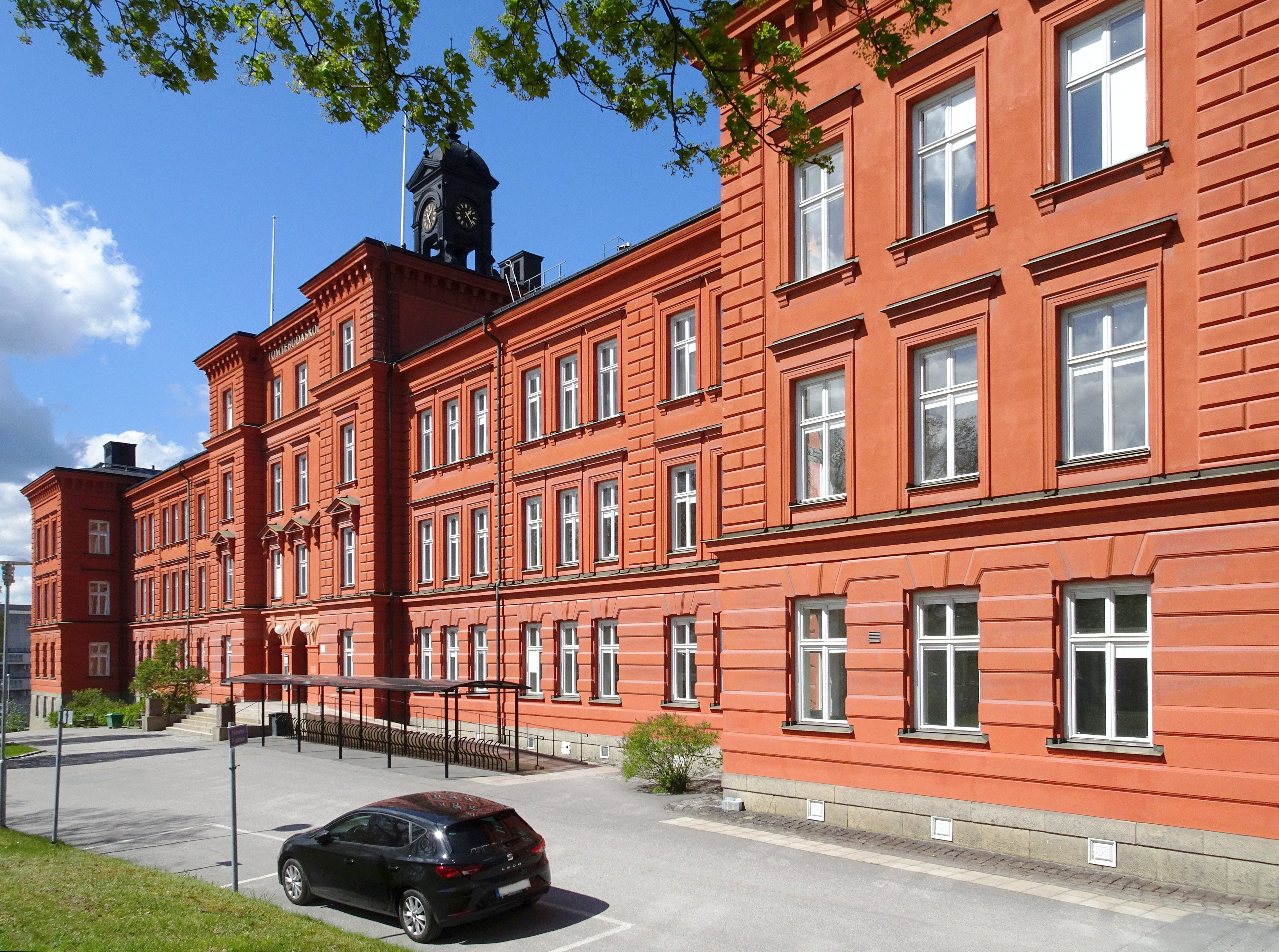
F.d. Tomtebodaskolans huvudfasad.